# Jonathan Bernier
Jonathan Bernier (ur. 7 sierpnia 1988 w Laval, Quebec Kanada) – kanadyjski hokeista, gracz NHL, reprezentant Kanady.

## Kariera klubowa
- Los Angeles Kings (2007 - 23.06.2013)
  -  Manchester Monarchs (2007 - 2010)
  -  Heilbronner Falken (2012 - 2013) - lokaut w NHL
- Toronto Maple Leafs (23.06.2013 - 8.07.2016)
  -  Toronto Marlies (2015 - 2016)
- Anaheim Ducks (8.07.2016 - 1.07.2017)
- Colorado Avalanche (1.07.2017 - 1.07.2018)
- Detroit Red Wings (1.07.2018 -

## Kariera reprezentacyjna
- Reprezentant Kanady na MŚJ U-18 w 2006
- Reprezentant Kanady na  MŚJ U-20 w 2008
- Reprezentant Kanady na MŚ w 2011

## Sukcesy
Indywidualne
- Występ w drużynie gwiazd ligi AHL w sezonie 2009-2010

Reprezentacyjne
- Złoty medal z reprezentacją Kanady na MŚJ U-20 w 2008

Klubowe
- Puchar Stanleya z zespołem Los Angeles Kings w sezonie 2011-2012